# 弗雷德里西亚站
弗雷德里西亚站（丹麥語：或，又称腓特烈西亚车站）是丹麦弗雷德里西亚的主要火车站，先后存在三代站房。第一代站房于1866年启用。现在的弗雷德里西亚站是1935年启用的第三代站房，第三代站房为通过式车站。

## 历史
早在19世纪50年代，弗雷德里西亚即有将铁路引入该市的计划。弗雷德里西亚站第一代站房于1866年11月1日启用，当时的还是一座小型火车站，弗雷德里西亚站第一代站房后在1869年停用。
弗雷德里西亚站第二代站房于1869年启用，规模较比原先扩大了很多。在弗雷德里西亚站第二代站房使用期间，弗雷德里西亚站所在的小贝尔特海峡沿岸地区的海峡两岸没有陆路交通通道，往来小贝尔特海峡两岸的的交通仍依赖渡轮，弗雷德里西亚站第二代站房附近即是渡轮码头。弗雷德里西亚站第二代站房为尽头式车站，当时的机车使用转车盘换向。后为配合连通小贝尔特海峡两岸的公铁两用桥——旧小贝尔特桥，弗雷德里西亚站搬至现址并修建了第三代站房（即现在的弗雷德里西亚站）。1935年5月14日，弗雷德里西亚站第三代站房启用，弗雷德里西亚站第二代站房于同日停用。弗雷德里西亚站第二代站房主楼至今尚存。

## 图片集

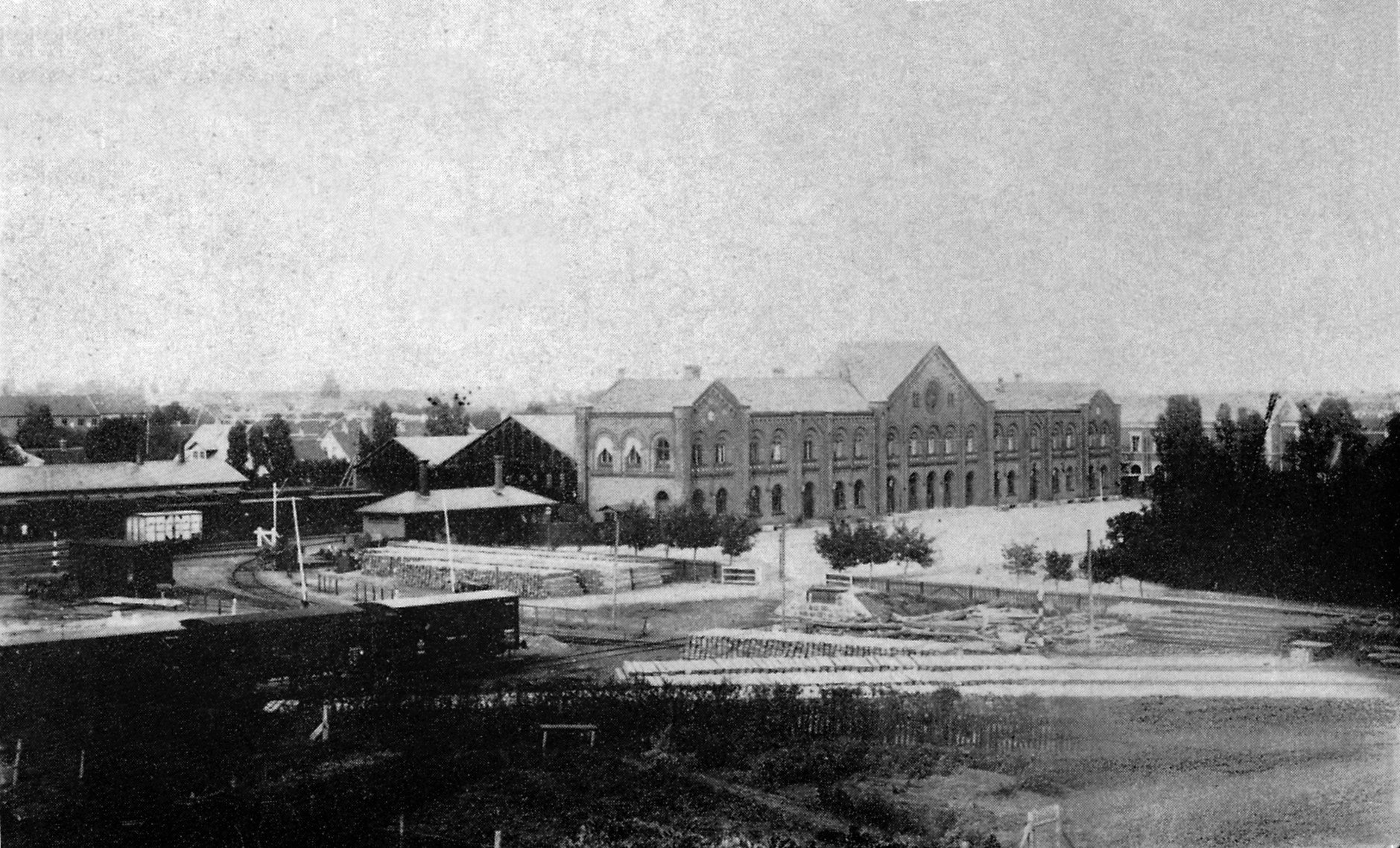
1900年时的弗雷德里西亚站第二代站房
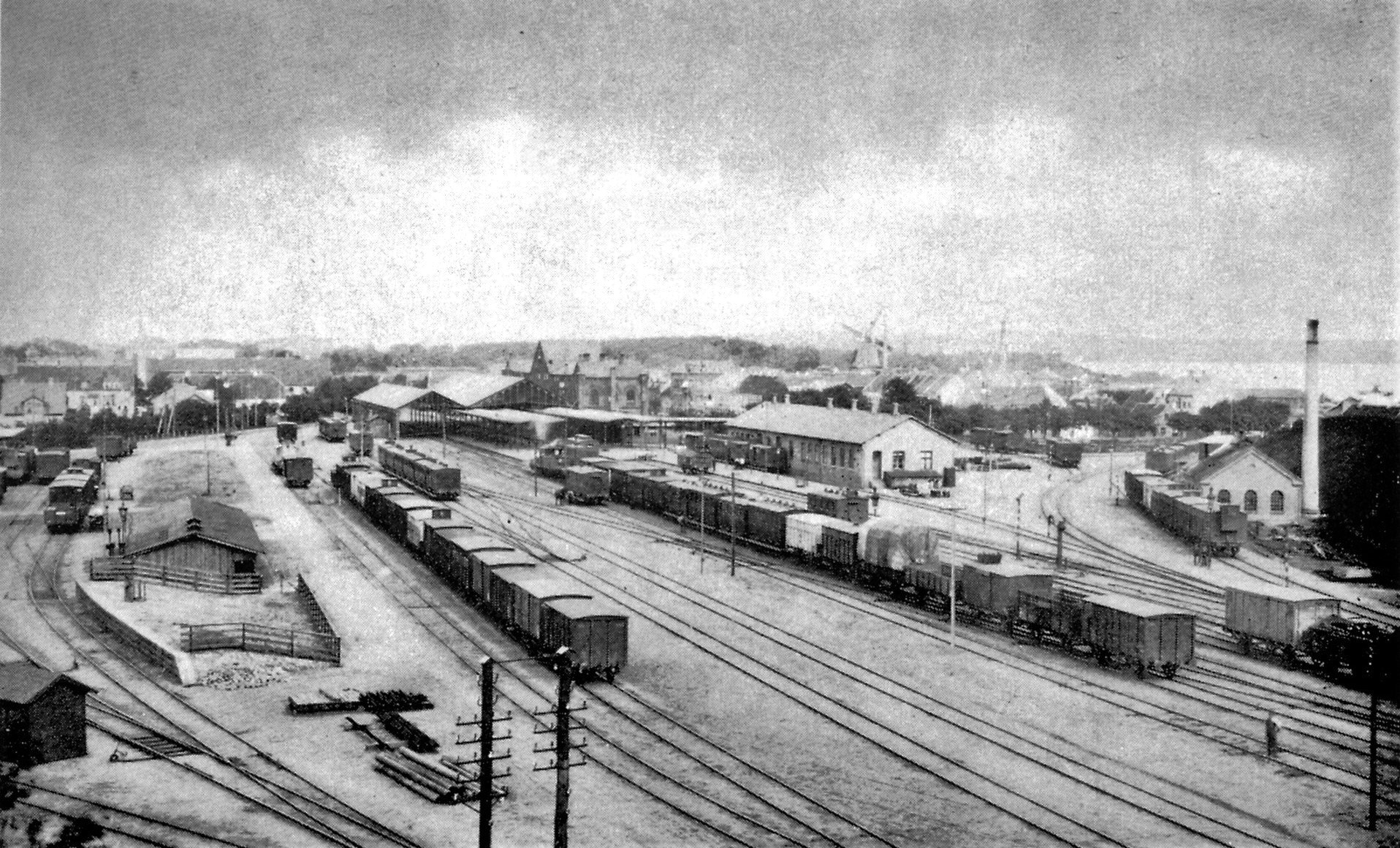
1900年时的弗雷德里西亚站第二代站房（从股道一侧拍摄）
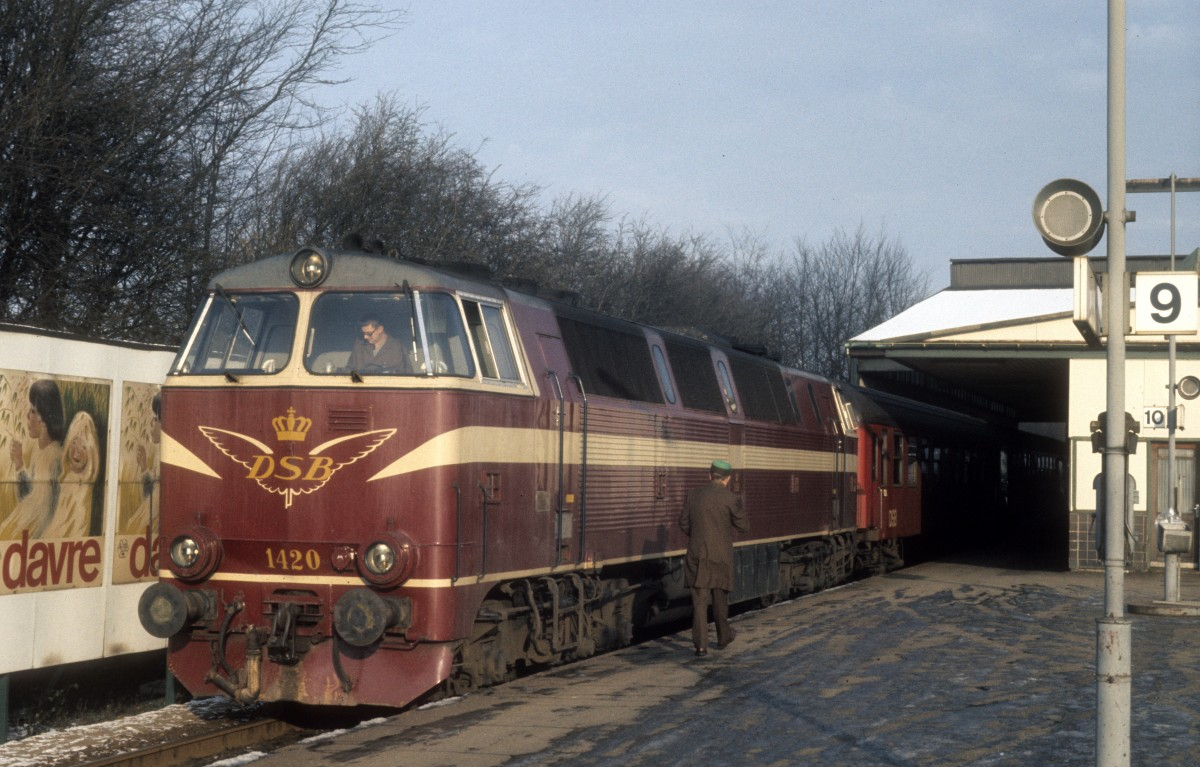
1975年11月25日时的弗雷德里西亚站站台
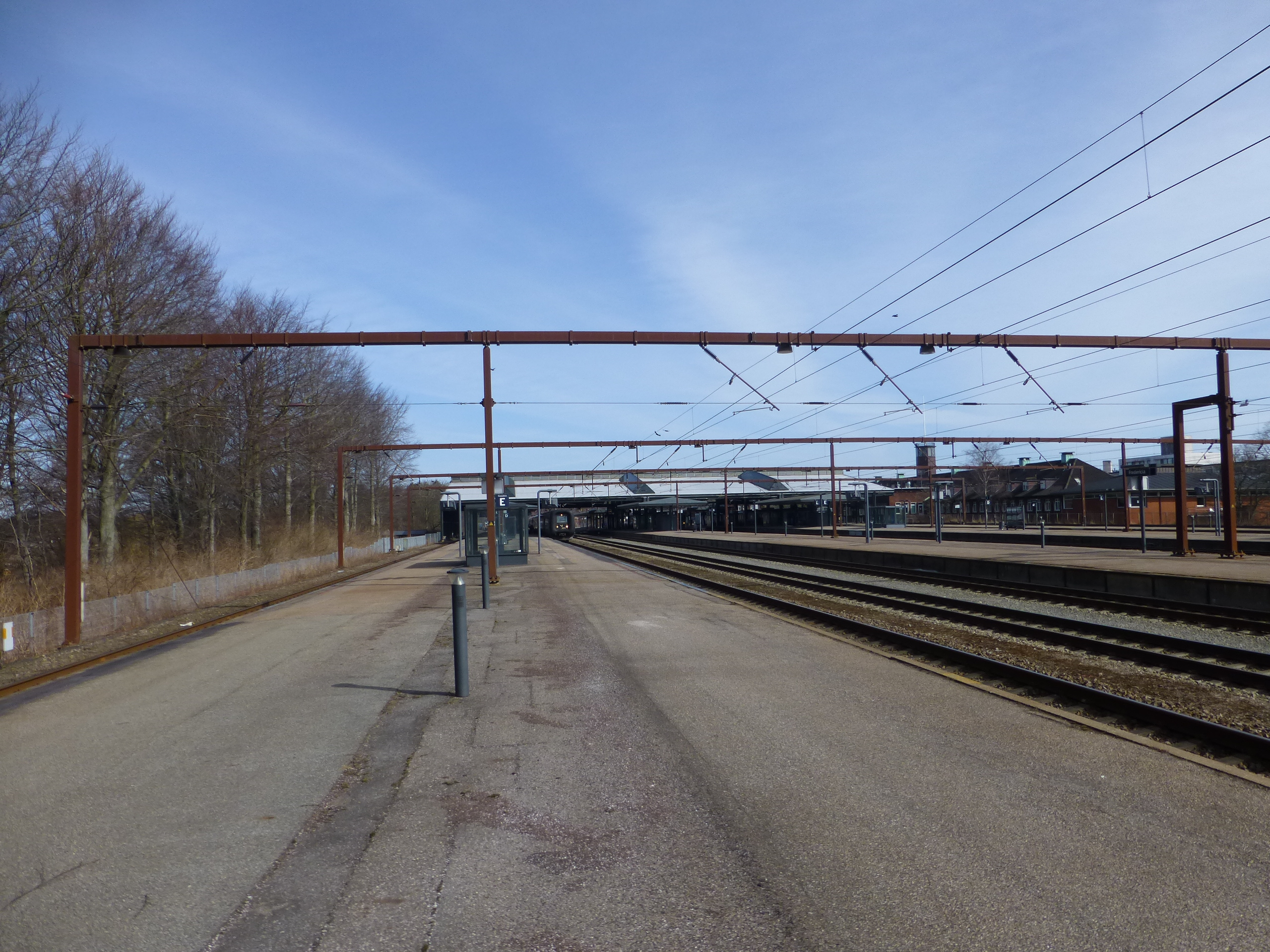
现在的弗雷德里西亚站站场
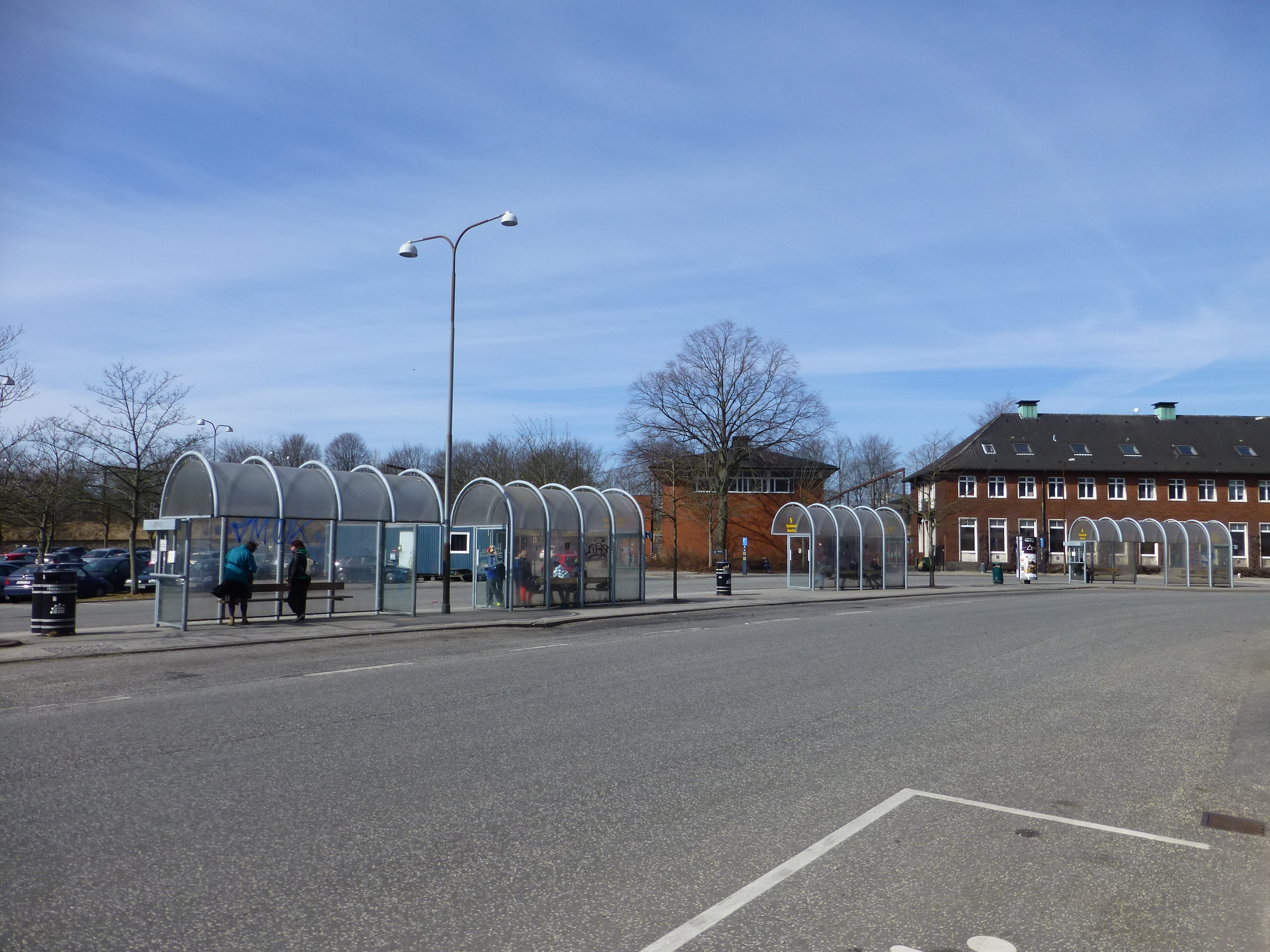
现在的弗雷德里西亚站配套的公交站